# 랠프 베리

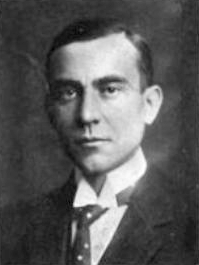
Perry (1914)

랠프 베리(Ralph Barton Perry, 1876년 7월 3일 ~ 1927년 1월 22일)는 미국의 철학자이다. 1909년 언급된 도덕적 이상주의자였으며 그에게 이상주의는 삶을 윤리학적, 과학적, 형이상학적 진실로 일정하게 해석하는 것을 의미했다.

## 서적
- 《신실재론》(The New Realism, 1912)
- 《윌리엄 제임스의 사상과 성격》(The Thought and Character of William James, 1935): 퓰리처상 수상
- 《청교도주의와 민주주의》(Puritanism and Democracy, 1944)
- 《가치의 왕국》(Realms of Value, 1954)

## 수상
- 퓰리처상(1935)

## 같이 보기
- 미국 철학